# (1414) Jérôme
(1414) Jérôme és un asteroide que forma part del cinturó d'asteroides i va ser descobert per Louis Boyer el 12 de febrer de 1937 des de l'Observatori d'Alger, al districte de Bouzaréah, l'Algèria.
Inicialment va ser designat com 1937 CE. Més tard, es va anomenar en honor del pare del descobridor.
Jérôme està situat a una distància mitjana del Sol de 2,784 ua, podent acostar-s'hi fins a 2,337 ua. Té una inclinació orbital de 8,859° i una excentricitat de 0,1608. Triga a completar una òrbita al voltant del Sol 1697 dies.